# Kirwanveggen
Die Kirwanveggen (norwegisch für Kirwanwand; englisch Kirwan Escarpment) ist eine markante Geländestufe von 144 km Länge mit nordwestlicher Ausrichtung im ostantarktischen Königin-Maud-Land. Sie liegt südlich der Penck-Mulde und ist gekennzeichnet durch Klippen und Felsvorsprünge, die von Gletschern und steilen Eishängen durchsetzt sind. Das nördliche Ende der Geländestufe wird durch die Neumayersteilwand geprägt.
Erste Luftaufnahmen der Formation entstanden bei der Deutschen Antarktischen Expedition (1938–1939). Norwegische Kartografen kartierten sie anhand von Vermessungen und Luftaufnahmen der Dritten Norwegischen Antarktisexpedition (1956–1960). Namensgeber ist Archibald Laurence Patrick Kirwan (1907–1999), Präsident und Sekretär der Royal Geographical Society von 1945 bis 1975.